# Lucius Sergius Paulus

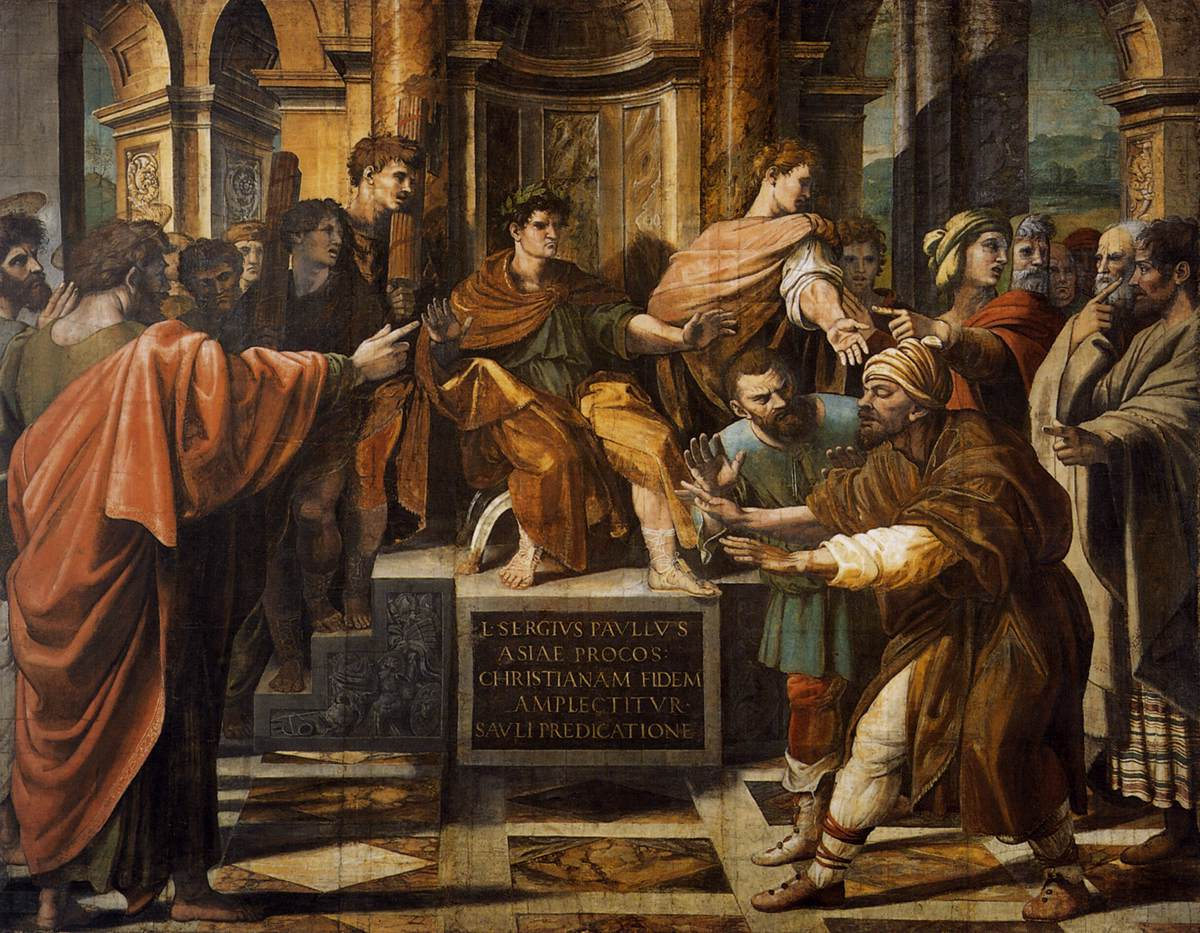
Elymas, der Zauberer, wird vor Sergius Paulus während Pauls Besuch blind. Gemälde von Raffael aus den Raffael-Kartons.

Lucius Sergius Paulus oder Paullus war ein Statthalter (Proconsul) in der Provinz Cyprus unter Claudius (1. Jahrhundert n. Chr.).
Er wird in der Apostelgeschichte des Lukas (13:6–12) erwähnt, als er in Paphos auf Paulus, Barnabas und Johannes Markus trifft. Dort versuchte Bar-Jesus (Elymas), „den Prokonsul vom Glauben abzubringen“. Paulus durchschaute seine Absichten, widersetzte sich ihm und bekehrte Sergius schließlich zum Christentum.

## Archäologie
Ein Grenzstein aus der Zeit von Claudius, der Sergius erwähnt, wurde 1887 in Rom entdeckt. Er dokumentiert die Ernennung (47 n. Chr.) der Kuratoren für die Ufer und das Flussbett des Tiber, zu denen auch Sergius zählte. Da Paulus’ Reise nach Zypern gewöhnlich in die erste Hälfte der 40er-Jahre datiert wird – manche Wissenschaftler setzen sie sogar noch früher an –, wird angenommen, dass Sergius zunächst drei Jahre als Prokonsul auf Zypern amtierte, anschließend nach Rom zurückkehrte und dort zum Kurator des Tiber ernannt wurde.
Eine weitere Inschrift wurde 1887 in Soloi auf Zypern von Luigi Palma di Cesnola entdeckt, die einen Prokonsul Paulus erwähnt. Diese Inschrift wurde von D. G. Hogarth in die Mitte des 1. Jahrhunderts datiert. Terence Bruce Mitford merkte an, dass die Inschrift aus epigraphischer Sicht nicht früher datiert werden kann und vermutlich deutlich später entstand. Da Sergius Paulus in Paulus’ Römerbrief nicht erwähnt wird, ist es möglich, dass er bereits vor dessen Abfassung verstorben war.

## Kontext
Der Kirchenvater Hieronymus spekulierte im 4. Jahrhundert, dass Saulus von Tarsus den Namen Paulus (Paulus) annahm, weil er Sergius Paulus zum Christentum bekehrt hatte:

“For as Scipio assumed the name of Africanus for himself when Africa was subjugated...so also Saulus, who was sent to preach to the nations, brought back from the initial spoils of the church, the proconsul Sergius Paulus, the trophy of his victory, and he raised a standard so that he was called Paulus.”

„So wie sich Scipio nach der Unterwerfung Afrikas den Beinamen Africanus zugelegte, so auch Saulus, der gesandt wurde, um den Völkern zu predigen, und der als erste Beute der Kirche den Prokonsul Sergius Paulus gewann – die Trophäe seines Sieges. Er hisste das Banner und wurde Paulus genannt.“

Einige mittelalterliche Legenden setzten Sergius Paulus fälschlicherweise mit Paulus von Narbonne gleich.
Sergius Paulus könnte der erste einer Reihe aufeinanderfolgender Senatoren namens Lucius Sergius Paullus aus Antiochia in Pisidien gewesen sein. Dazu gehörte ein Suffektkonsul um 70 n. Chr. und ein weiterer, der zweimal Konsul war: Lucius Sergius Paullus, der Vater von Sergia Paulla. Diese heiratete Quintus Anicius Faustus, Legatus von Numidien im Jahr 198, und gebar Quintus Anicius Faustus Paulinus, der zwischen 229 und 232 Statthalter von Moesia war.